# شیفته او
شیفتهٔ او (اسپانیایی: Loco por ella‎) یک فیلم کمدی رمانتیک اسپانیایی به کارگردانی دانی دِ لا اُردِن است که در سال ۲۰۲۱ منتشر شد.